# Paul Shane
Paul Shane, pseudoniem van George Frederick Speight, (Thrybergh, 19 juni 1940 – Rotherham, 16 mei 2013) was een Engels televisieacteur.
Shane werkte als mijnwerker, voordat hij in 1974 beroepsacteur werd. Shane werd pas echt bekend in de jaren 80, dankzij zijn rol als Ted Bovis in de komische serie Hi-de-Hi!. Ook met zijn rol als schurkachtige butler in You Rang, M'Lord en de rol van Jack Skinner in Oh, Doctor Beeching! verwierf Shane bekendheid.
Recent speelde hij gastrollen in de series Doctors en Holby City. In 2004 was hij enige tijd te zien in de serie Emmerdale Farm. In 2008 deed hij mee in een aflevering van A Touch of Frost. Zijn vrouw Dory overleed op 9 april 2001. Uit dat huwelijk werden er drie dochters geboren. Paul Shane overleed op 72-jarige leeftijd in mei 2013.

## Filmografie
- A Day Out - Televisiefilm - Baldring (1972)
- Play for Today - Televisieserie - Verhuizer (Afl. Sunset Across the Bay, 1975)
- Play for Today - Televisieserie - Moffa (Afl. Keep an Eye on Albert, 1975)
- Second City Firsts - Televisieserie - Ricky (Afl. Summer Season, 1976)
- Summer Season - Televisiefilm - Ricky (1976)
- Premiere - Bullivant (Afl. Pit Strike, 1977)
- Coronation Street - Televisieserie - Dave-the-Rave (Episode 1.1665, 1977; Episode 1.666, 1977)
- Play for Today - Televisieserie - Georgie (Afl. Vampires, 1979)
- Afternoon Off - Televisiefilm (1979)
- Coronation Street - Televisieserie - Frank Roper (Episode 1.1903, 1979)
- Life for Christine - Televisiefilm - Mr. Andrews (1980)
- Play for Today - Televisieserie - Bediende (Afl. Buses, 1980)
- Turtle's Progress - Televisieserie - Mashcan - Industrieel Netwerk Consultant (Afl. Box Eight, 1980)
- The Cuckoo Walts - Televisieserie - Max Egan (Afl. Leather, 1980)
- Muck and Brass - Televisieserie - Dennis Catto (Afl. Our Green and Pleasant Land, 1982)
- Supergran - Televisieserie - Sid Scouse (Afl. Christmas Supergran: The World's Worst Circus, 1986)
- Hi-de-Hi! - Televisieserie - Ted Bovis (58 afl., 1980-1988)
- Mr. H Is Late - Korte televisiefilm - Dikke buurman (1988)
- Family Fortunes - Televisieserie - Wishee Washee (Afl. Celebrity Christmas Special, 1989)
- Very Big Very Soon - Televisieserie - Harry James (4 afl., 1991)
- You Rang, M'Lord? - Televisieserie - Alf Stokes (26 afl., 1988, 1990-1993)
- Woof! - Televisieserie - Eerlijke Norman (Afl. The Sure Thing, 1993)
- ChuckleVision - Televisieserie - Perry Champagne (Afl. My Lucky Number's Nine, 1995)
- Two Minutes - Televisiefilm - Ernie (1996)
- La passione (1996) - Papa
- Common As Muck - Televisieserie - Mike Roberts (6 afl., 1997)
- Oh, Doctor Beeching! - Televisieserie - Jack Skinner (20 afl., 1995-1997)
- Kavanagh QC - Televisieserie - George Dallimore (Afl. End Game, 1999)
- Hilltop Hospital - Televisieserie - Rol onbekend (1999, stem)
- Between Two Women (2000) - Burgemeester
- Doctors - Televisieserie - Bill Joseph (4 afl., 2000)
- Heartlands (2002) - Zippy
- Holby City - Televisieserie - Stan Ashleigh (11 afl., 2000-2003)
- Emmerdale Farm - Televisieserie - Solomon Dingle (8 afl., 2004)
- A Touch of Frost - Televisieserie - Diesel Bob (Afl. In the Public Interest, 2008)